# Азовская ВЭС

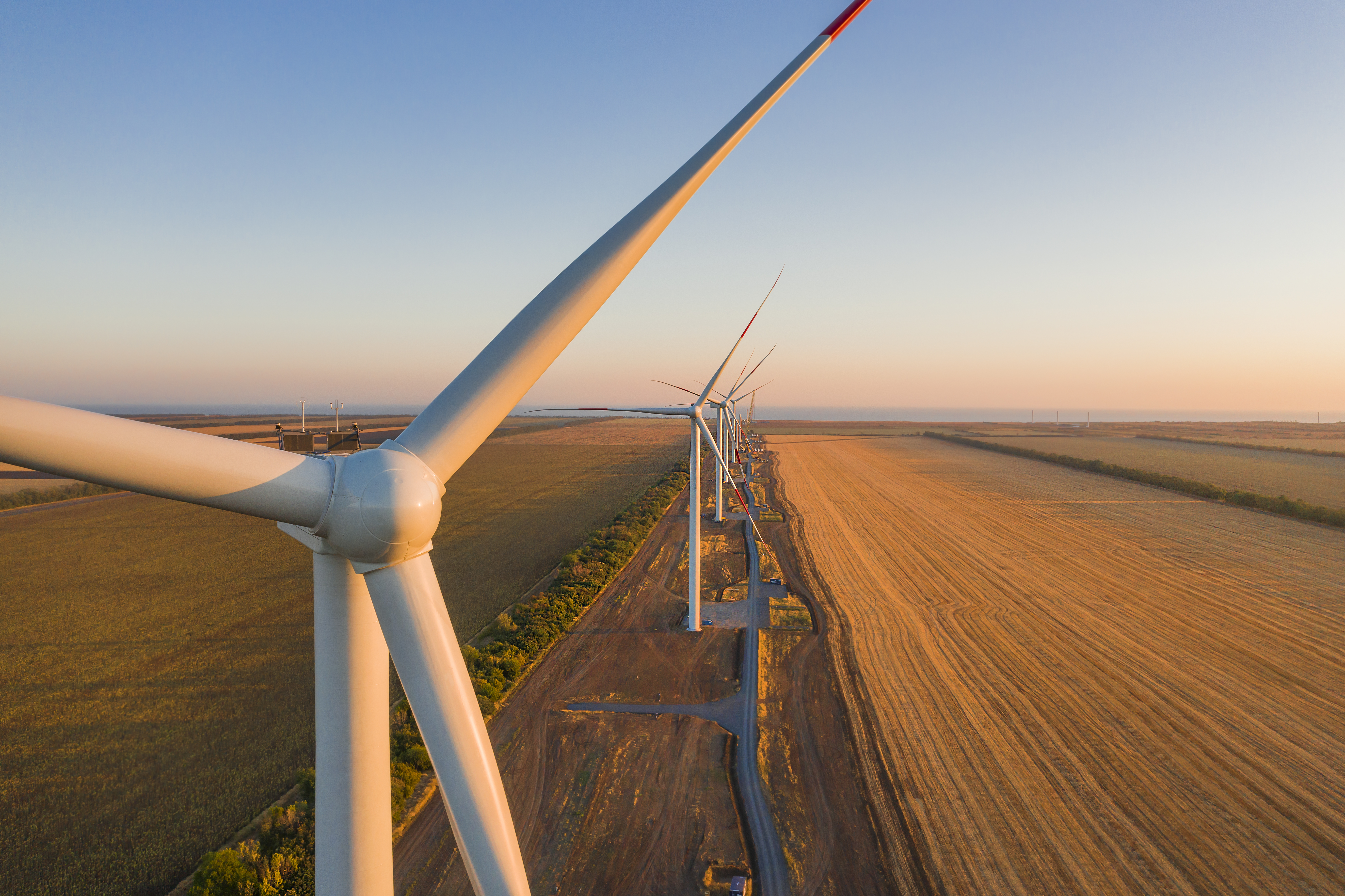
Азовская ВЭС

Азовская ВЭС — ветряная электростанция, расположенная на берегу Таганрогского залива на территории Маргаритовского сельского поселения Азовского района в Ростовской области. Состоит из 26 турбин общей мощностью 90 МВт, вырабатывает порядка 320 ГВтч в год, избегая ежегодного выброса в атмосферу около 260 000 тонн углекислого газа. Объект расположен на территории площадью 133 гектара.
Ветропарк принадлежит российской генерирующей компании ЭЛ5-Энерго (ранее — Энел Россия).

## История строительства
В июне 2017 года в рамках проведенного российским правительством тендера на строительство объектов ветрогенерации ЭЛ5-Энерго (на тот момент — «Энел Россия») получила право на реализацию проекта Азовской ВЭС. 23 мая 2019 года был заложен первый камень Азовской ВЭС. С 1 мая 2021 года ветропарк получил право поставлять вырабатываемую электроэнергию и мощность на оптовом рынке электроэнергии и мощности России. 
25 июня 2021 года состоялась торжественная церемония открытия ветропарка. В церемонии приняли участие заместитель председателя правительства РФ Александр Новак, губернатор Ростовской области Василий Голубев, посол Италии в России Паскуале Терраччано, а также представители региональной власти.